# Johannes Elias Teijsmann

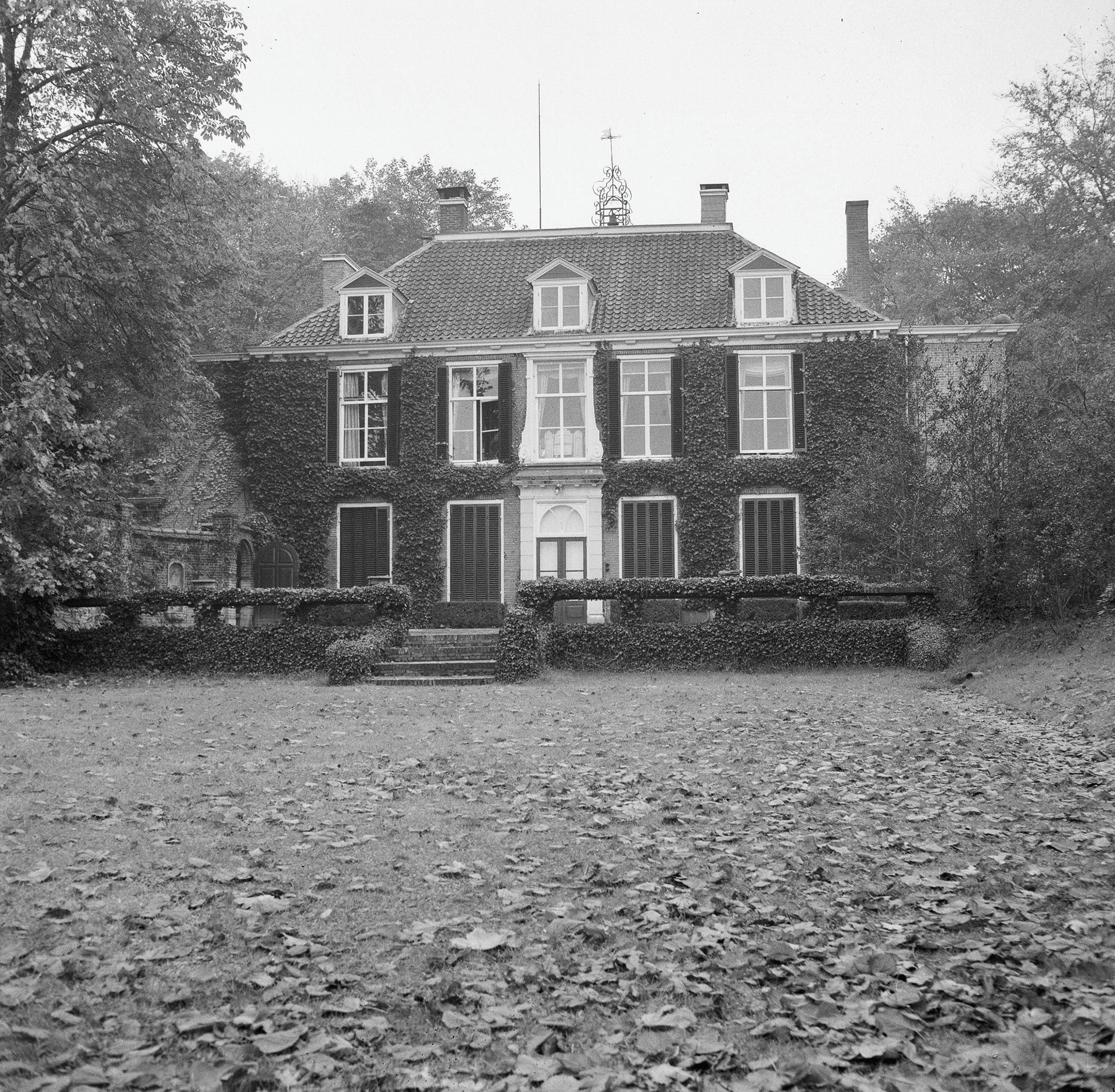
Gevel van landhuis op De Menthenberg in 1961

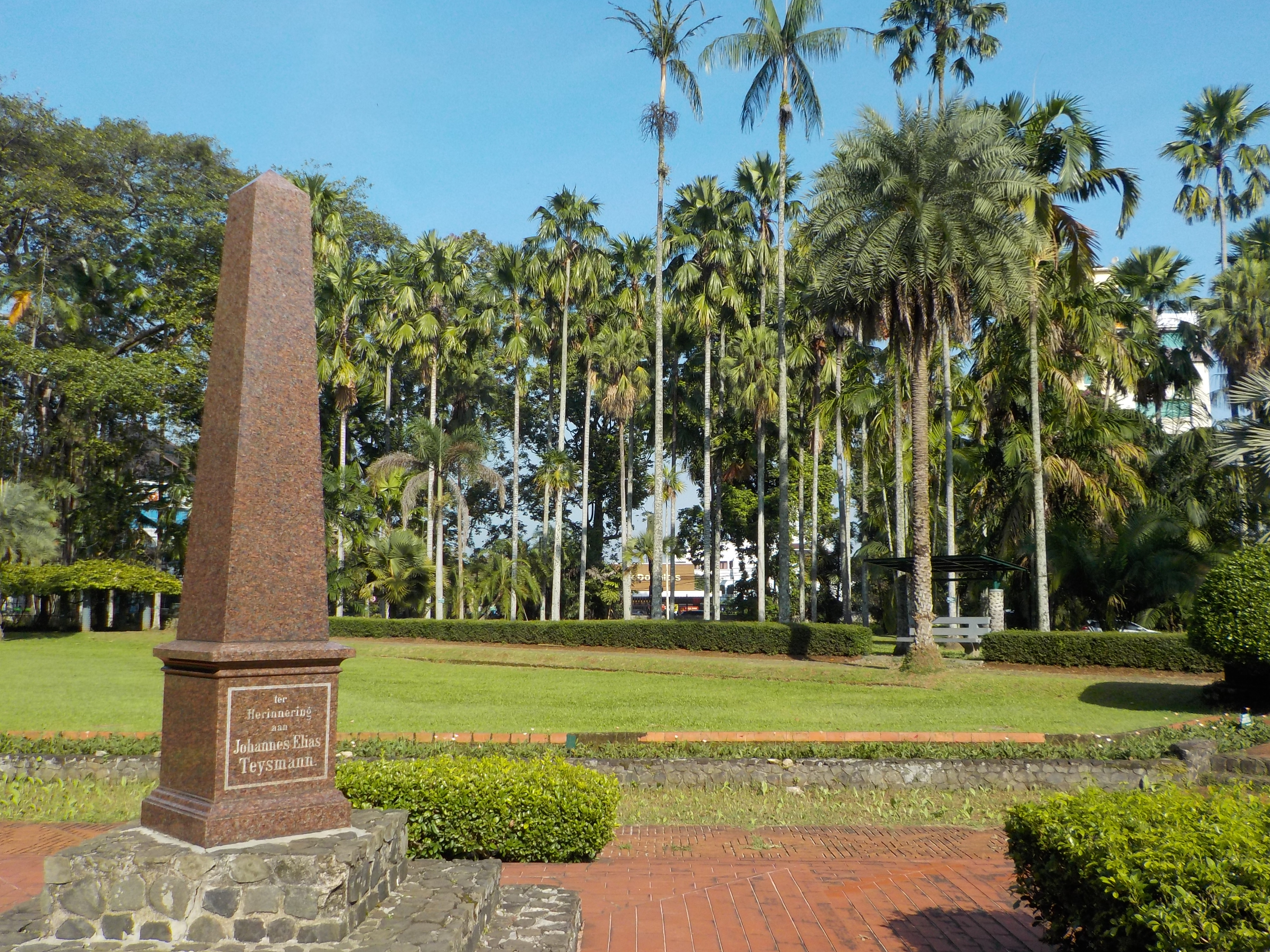
Een monument ter ere van Johannes Elias Teysmann in de botanische tuin van Bogor in Indonesië

Johannes Elias Teijsmann (Arnhem in Nederland,  1 juni 1808 – 's Lands Plantentuin Buitenzorg in Nederlands-Indië, 22 juni 1882) was een tuinman, plantkundige, ontdekkingsreiziger en natuuronderzoeker. Hij werd vooral bekend omdat hij de botanische tuin in  Bogor (Kebun Raya Cibodas) heeft uitgebreid en tussen 1830 en 1869 als hortulanus heeft beheerd. Verder maakte hij vele reizen door Nederlands-Indië waarbij hij planten verzamelde en beschreef, waaronder meer dan honderd soorten uit Nieuw-Guinea.

## Biografie

### Zijn ouders
Zijn vader heette Hendrik Teijsmann (1763-1860) en was afkomstig uit Gütersloh (Noordrijn-Westfalen), zijn moeder heette Margaretha Apoldin. Ze hadden vijf kinderen, vier dochters en zoon Johannes Elias. Hendrik was tuinman op het landgoed (nu een rijksmonument) De Menthenberg bij Arnhem. In 1838 werd hij gepensioneerd en woonde de rest van zijn leven in Den Haag.

### Opleiding
Teijsmann volgde de lagere school en hielp zijn vader bij zijn werk op het landgoed; later verhuisde hij naar Voorburg, waar hij zich als tuinknecht verhuurde en als zodanig in dienst kwam bij Johannes van den Bosch. Op 24 juli 1829 vertrok hij naar Nederlands-Indië, in dienst als tuinman van zijn baas die daar werd benoemd tot gouverneur-generaal. Zijn baas hield een indrukwekkende intocht in januari 1830 en Teijsmann werd eind 1830 officieel benoemd tot hortulanus van de plantentuin te Buitenzorg, waar ook de residentie van de gouverneur-generaal lag.

### Verdere loopbaan
De volgende 38 jaar wijdde hij zijn krachten volledig aan het onderhoud en de opbouw van de tuin (zie Kebun Raya Bogor). Johannes was een autodidact op het gebied van de plantkunde en een energieke, non-conformistische man die graag zijn kennis over de flora (en fauna) van Indië deelde. Hij publiceerde voornamelijk in Nederlands-Indische tijdschriften en streefde niet naar wetenschappelijke roem. Hij was lid van diverse Nederlands-Indische wetenschappelijke genootschappen zoals de "Vereeniging tot bevordering van Geneeskundige Wetenschappen in Nederlandsch Oost-Indië". In 1854 werd hij "broeder" en in 1864 "ridder" in de Orde van de Nederlandse Leeuw. In 1858 werd hij benoemd tot "Inspecteur honorair van cultures"; dit was geen formele bevordering in rang. In 1865 werd hij corresponderend lid van de KNAW. 
Hij maakte in zijn hoedanigheid als inspecteur een groot aantal reizen door de Oost-Indische Archipel om nieuwe planten te verzamelen. In 1868 werd in overleg besloten om dr. Rudolph Scheffer voortaan met de directie van de plantentuin te belasten en Teijsmann, bij besluit van 22 januari 1869, eervol te ontslaan als hortulanus. Daarna bleef hij belast met het maken van reizen, zowel in het belang van de plantentuin als in dat van handel en nijverheid; dan in de rang van Inspecteur van cultures met een driemaal hogere bezoldiging (van f 250,- naar f 750,- per maand). Tijdens deze reizen verzamelde hij niet alleen planten, maar ook zoölogische specimens, waaronder nieuwe vogelsoorten zoals de soembapapegaaiduif (Treron teysmannii) en de sulawesiwaaierstaart (Rhipidura teysmanni).

### Privéleven
In 1830 trouwde hij met Dirkje van der Wal. Het huwelijk bleef kinderloos. Beiden zijn nooit meer terug geweest in Nederland, hoewel Dirkje soms last van heimwee had. Zij overleed in 1880. Johannes kreeg in 1881 pensioen en overleed een jaar later.  

### Werk/nalatenschap
In 1856 werd door hem op Sumatra de zetmeelrijke,  knolvormende, kruidachtige plant uit de aronskelkfamilie, Amorphophallus gigas ontdekt. Tijdens een reis door Nieuw-Guinea in 1872 ontdekte Teijsmann 133 nieuwe plantensoorten; het plantengeslacht Teijsmannia (nu genus Pottsia) werd naar hem vernoemd. In Nederlands Indië werden door zijn zorgen de oliepalm, de zoete cassave, de West Indische ananas en nog meer cultuurplanten ingevoerd. Hij liet verder de vanille-plant importeren naar Java en paste daarop kunstmatige bevruchtingstechnieken toe, waardoor de teelt veel goedkoper werd.
Pieter Bleeker noemde de vissoort Clarias teijsmanni naar Teijsmann, die ze had verzameld in bergstromen op Java.

#### Publicaties (selectie)[3]
- ca. 1850 Handleiding voor de Katoen-kultuur in den Oost-Indischen Archipel (Boek)
- 1855 Uittreksel uit het dagverhaal eener reis door Midden-Java
- 1856 Dagverhaal eener botanische reis over de Westkust van Sumatra
- 1856 Uittreksel uit het Dagverhaal eener Reis door Oost-Java, Karimon Java en Bali Boleling
- 1859 Botanische reis over Bangka en in de Palembangsche binnenlanden
- 1861 Verslag van den honorair-inspecteur van kultures J. E. Teysmann, over de door Z. Ed. in 1860 gedane reize in de Molukken
- 1862 Verslag eener Reis naar Siam, in het gevolg van den gouvernements kommissaris A. Loudon (Boek)
- 1863 Beknopte handleiding voor de kultuur van de Bombyx mori of tamme zijdeworm van Siam (Boek)
- 1863 Bijdrage tot de kennis van het echte ijzerhout Eusideroxylon Zwageri T. et B. (Boek)
- 1864 Plantae novae in Horto Bogoriensi cultae (Boek)
- 1874 Verslag eener botanische Reis over Timor en de daaronder ressorteerende eilanden Samauw, Alor, Solor, Floris en Soemba (Boek)
- 1875 Verslag eener botanische reis naar de westkust van Borneo, van julij 1874 t/m jan. 1875
- 1875 Verslag eener botanische Reis naar de Westkust van Borneo (Boek)
- 1876 Bekort verslag eener dienstreis naar Billiton, de Karimata-eilanden en Landak ter Westkust van Borneo, van 5 mei t/m 17 october 1875 (Boek)
- 1878 Bekort verslag eener botanische dienstreis naar het Gouvernement van Celebes en Onderhoorigheden, van 12 Juni t. m. 29 December 1877 (Boek)
- 1879 Reizen naar Nederlandsch Nieuw-Guinea ondernomen op last der Regeering van Nederlandsch-Indie in de Jaren 1871, 1872, 1875-1876 door de Heeren P. van der Crab en J.E. Teysmann, J.G. Coorengel en A.J. Langeveldt van Hemert en P. Swaan by P. J. B. C Robidé van der Aa (Boek)

## Bron
- Gorkom, K.W. van, 1882. Johannes Elias Teijsmann. Eigen Haard. Bladzijde 431-435. Het geheugen van Nederland

- Author citation (botany): Teijsm.
- Biografisch Portaal: 59409290
- Gemeinsame Normdatei: 1104284707
- International Standard Name Identifier: 0000 0000 7132 4484
- Library of Congress Control Number: no2009149047
- Nederlandse Thesaurus van Auteursnamen: 182442152
- Virtual International Authority File: 100807233
- WorldCat: E39PBJqvWgmcqGfgH6Cy3yBVmd